# Mónica Peñalver
Mónica Peñalver González (n. 1972 en Avilés, Asturias, España), es una escritora española de novela rosa desde 2007, que firma sus novelas como Mónica Peñalver y bajo el seudónimo de Caroline Bennet. Es miembro de la Asociación de Autoras Románticas de España (ADARDE).

## Biografía
Mónica Peñalver González nació en 1972 en Avilés, Asturias, España. Estudió Relaciones Laborales en la universidad de Oviedo, se especializó en administración y finanzas. Sus dos primeras novelas fueron publicadas como Caroline Bennet, por el libro "Orgullo y prejuicio" de Jane Austen, luego ha continuado usando su verdadero nombre Mónica Peñalver.

### Como Caroline Bennet

#### Serie Norfolk
1. La dama y el Dragón (2007/01)
2. El corazón de la doncella (2007/10)

### Como Mónica Peñalver

#### Serie Galesa
1. Adorable canalla (2008/05)

#### Trilogía Astur
1. La espada y la llama (2009/02)
2. El mirlo blanco (2010/02)

### Novelas
- Del azul de agabe (2017)